# Kraneweg
De Kraneweg is een straat in de stad Groningen. De straat loopt van de kruising met de Friesestraatweg naar de Melkweg, waar hij overgaat in de (Verlengde) Visserstraat. De Kraneweg is de hoofdverkeersader van de Schildersbuurt en is, net als de vroegere Kranepoort, genoemd naar een hijskraan die destijds ter hoogte van de Reitsdiepkade aan de A stond.
Aan de Kraneweg stond vroeger de Westerkerk, die in 1995 is gesloopt en plaats heeft gemaakt voor appartementencomplex Crane dwinger.

## Monumenten
Aan de Kraneweg staan 2 rijksmonumenten en 1 gemeentelijk monument. 
| Adres           | Beschrijving                                                               | Monument  | Foto |
| --------------- | -------------------------------------------------------------------------- | --------- | ---- |
| Kraneweg 9      | Vrijstaand herenhuis uit 1913, ontworpen door Ytzen van der Veen           | RM 485252 |      |
| Kraneweg 15     | Woonhuis in Um 1800-stijl uit 1915, ontworpen door Kool & Wildeboer        | GM 101237 |      |
| Visserstraat 15 | Herenhuis in Overgangsarchitectuur uit 1913, ontworpen door Gerrit Nijhuis | RM 18728  |      |

Aweg ·
Bedumerweg ·
Damstersingel .
Eemskanaal Noordzijde .
Herman Colleniusstraat .
Holtstek .
Korreweg .
Kraneweg .
Petrus Campersingel ·
Westersingel ·